# マンガバ
マンガバ（学名：Hancornia speciosa）はブラジル原産のキョウチクトウ科の果物。Hancornia属は本種のみで構成されており、また本種には6つの変種がある。
ブラジル、パラグアイ、ボリビア、ペルーで栽培されている。特にブラジル北東部では広く栽培されている。マンガバはクライマクテリック型果実であり、収穫後に追熟させることができる。
果肉を生食する他、ジュース、アイスクリーム、ゼリー、醸造酒の原料として使用される。木から自然落下した果実は「fallen fruits」と呼ばれ、市場では最高級品として扱われる。先住民族であるインディオはマンガバの果実を食用とし、また樹液（ラテックス）を加工して利用していた。

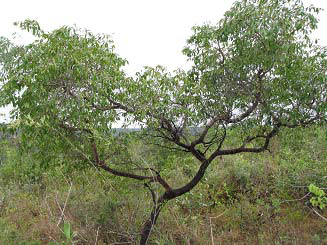
マンガバの木
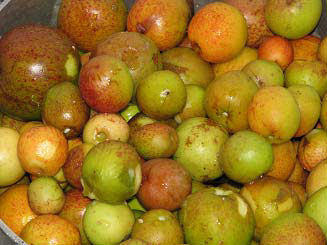
マンガバの果実